# Garelli Rekord Super
Die Garelli Rekord Super war ein sportliches Kleinkraftrad des italienischen Herstellers Garelli, das 1972 in einer letzten Evolutionsstufe der Rekord-Serie vorgestellt wurde. Sie wurde speziell für den deutschen Markt entwickelt.

## Technik und Besonderheiten
Die Garelli Rekord Super hatte einen Einzylinder-Zweitaktmotor mit 49 cm³ Hubraum, der zur sogenannten „G“-Motorenfamilie gehört. Dieser vertikal geteilte Blockmotor (Motornummer 203701, Typ M4mk) löste den älteren Typ 354 BZKW ab, dessen Zylinderkopf und Zylinder allerdings weiterhin eingebaut wurden. Die neue G-Serie trug keine offizielle Typbezeichnung mehr und wurde rückwirkend so benannt.
Der Vergaser war serienmäßig ein Dell’Orto UB 20 S mit Hauptdüse 85. Der Kraftstoffverbrauch betrug etwa 2 Liter pro 100 km bei einer Höchstleistung von 6,2 PS bei 8500/min. Durch Tuningmaßnahmen, insbesondere durch einen Dell’Orto UB 22 S, konnten laut niederländischen Quellen bis zu 9,5 PS erreicht werden. Der niederländische Importeur „Huige“ und der Motorsportexperte Theo Meurs aus Bergschenhoek boten entsprechende Tuningteile an.
Ein besonderes Merkmal war der sogenannte „Büffeltank“ mit einem Fassungsvermögen von 15 Liter Gemisch. Die Vorderradgabel stammte noch aus der früheren Garelli-Rekord-Baureihe und bestand aus einer hydraulisch gedämpften Teleskopkonstruktion. Hinten kam eine Schwinge mit gedämpften Federbeinen zum Einsatz.

## Technische Daten

### Motor
- Typ: Garelli G-Serie (Typ M4mk), Motornummer 203701
- Bauart: Einzylinder-Zweitaktmotor
- Bohrung × Hub: 40 × 39 mm
- Hubraum: 49 cm³
- Verdichtung: 12 : 1
- Leistung: 6,2 PS bei 8500/min (Serie), bis 9,5 PS (Tuning)
- Gemisch: 1 : 20 (SAE 30), Einfahrzeit 1 : 12,5
- Getriebe: 4-Gang mit Fußschaltung
- Kupplung: im Ölbad
- Antrieb: Kette
- Vergaser: Dell’Orto UB 20 S, Hauptdüse 85

### Verbrauch
- Kraftstoffnormverbrauch: ca. 2 l/100 km
- Tankinhalt: 15 Liter (Büffeltank)

### Fahrwerk
- Rahmen: Doppelschleifen-Rohrrahmen
- Radstand: 1170 mm
- Länge: 1870 mm
- Breite: 750 mm
- Höhe: 1010 mm
- Federung vorn: Hydraulisch gedämpfte Teleskopgabel
- Federung hinten: Schwinge mit gedämpften Federbeinen

### Räder und Reifen
- Reifengröße vorn: 2,25 × 19″
- Reifengröße hinten: 2,50 × 19″

### Bremsen
- Vorn und hinten: Vollnabenbremsen

### Elektrische Anlage
- Spannung: 6 V
- Scheinwerfer: 6 V / 25/25 W
- Rücklicht: 6 V / 5 W
- Zündung: Schwungmagnetzündung mit Unterbrecher
- Lichtspule: 6 V / 28 W